# Metaxyaceae
Ver Pteridophyta para una introducción a las plantas vasculares sin semilla
Las metaxyáceas (nombre científico Metaxyaceae) con su único género Metaxya son una familia de helechos del orden Cyatheales, que en la moderna clasificación de Christenhusz et al. 2011 es monofilética.

## Taxonomía
Introducción teórica en Taxonomía
La clasificación más actualizada es la de Christenhusz et al. 2011 (basada en Smith et al. 2006, 2008); que también provee una secuencia lineal de las licofitas y monilofitas.
- Familia 25. Metaxyaceae Pic.Serm.,  Webbia 24: 701 (1970).

1 género (Metaxya). Referencias: Qiu  et al. (1995), Sen (1969), Smith et al. (2001).

### ClasificaciónsensuSmithet al.2006
Ubicación taxonómica:
Plantae (clado), Viridiplantae, Streptophyta, Streptophytina, Embryophyta, Tracheophyta, Euphyllophyta, Monilophyta, Clase Polypodiopsida, Orden Cyatheales, familia Metaxyaceae, género Metaxya.

## Filogenia
Introducción teórica en Filogenia
Monofilético (Smith et al. 2001).
Junto con Cyatheaceae, Cibotiaceae y Dicksoniaceae, forman el clado del "núcleo de los helechos arborescentes" ("core tree ferns").

## Ecología
Terrestres. Distribuidos en el Neotrópico. 

## Caracteres
Con las características de Pteridophyta.
Rizomas rastreros cortos, o ascendentes, dorsiventrales, solenostélicos. Ápices cubiertos por pelos pluricelulares. 
Cada pecíolo muestra en su corte transversal un haz vascular corrugado con forma de omega. Hojas pinadas simples. Venas libres, simples o bifurcadas en la base, más o menos paralelas. 
Soros abaxiaes, redondeados, distribuidos en muchas líneas mal definidas, muchas veces con muchos soros en la misma vena. Numerosos parafisos filiformes. Sin indusio. Dentro de cada soro los esporangios maduran en forma simultánea. 
Esporangio con pie de 4 líneas de células. Anillo vertical o ligeramente oblicuo. 64 esporas por esporangio.
Esporas globosas, con marca trilete. 
Número de cromosomas: x = 95-96.